# Dark Side of the Rainbow
Dark Side of the Rainbow, Dark Side of Oz ou encore The Wizard of Floyd sont des expressions synonymes désignant l'association de l'album The Dark Side of the Moon de Pink Floyd et du film Le Magicien d'Oz sorti en 1939. Par moments, l'album semble synchrone avec le film, laissant à croire qu'il eût pu être composé à cet effet. Les membres de Pink Floyd nient toute synchronicité intentionnelle.

## Histoire
En août 1995, dans un article du Fort Wayne Journal Gazette, le journaliste Charles Savage (en) incite les lecteurs à visionner le film Le Magicien d'Oz (1939) tout en écoutant l'album The Dark Side of the Moon (1973) des Pink Floyd. Il affirme que l'idée aurait initialement été partagée sur un forum Usenet dédié au groupe de rock britannique.

« Le résultat est saisissant. C'est comme si le film était un long vidéoclip art-film [conçu] pour l'album. Les paroles et titres des chansons correspondent à l'action et à l'intrigue. La musique enfle et chute en accord avec les mouvements du personnage […] attendez-vous à voir suffisamment de solides coïncidences pour vous faire vous demander si tout cela n'a pas été voulu. »

— Charles Savage
Par la suite, certains amateurs créent des sites web afin de décrire leur expérience et répertorier les moments où ils repèrent une synchronicité entre le film et l'album. En avril 1997, le DJ George Taylor Morris (en) évoque le sujet à la radio de Boston. Puis, en juillet 2000, Turner Classic Movies diffuse Le Magicien d'Oz en laissant aux téléspectateurs la possibilité d'écouter l'album synchronisé au long-métrage (The Dark Side of the Moon étant proposé comme piste audio secondaire),.

## Réponse du groupe
Les membres du groupe réfutent tout lien entre l'album et le film. Selon le chanteur et guitariste David Gilmour, le rapprochement est l'œuvre « d'un gars avec trop de temps libre ». En 1997, le batteur Nick Manson déclare lors d'une interview à MTV : « C'est un non-sens absolu. [The Dark Side of the Moon] n'a rien à voir avec Le Magicien d'Oz. Il est entièrement fondé sur La Mélodie du bonheur ». L'ingénieur du son Alan Parsons nie également tout lien intentionnel, affirmant que le groupe n'avait aucun moyen de lire des cassettes vidéos en studio lors de l'enregistrement. En 2003, il dira :

« C'est tellement insensé, de la pure foutaise. Je l'ai tenté pour la première fois il y a environ deux ans. L'un des enfants de ma fiancée avait une copie de la vidéo, et je me suis dit que je devais voir de quoi il retournait. J'ai été très déçu… Et d'ailleurs, si vous mettez n'importe quel disque avec le son réduit sur la télé, vous trouverez des choses qui marchent. »

Les détracteurs de The Dark Side of the Rainbow l'expliquent par la tendance naturelle de l'esprit à chercher l'association de perceptions en rejetant les données qui les dissocient. Le critique de cinéma Richard Roeper (en) décrit son évaluation du phénomène, qu'il désigne par l'expression de Dark Side of Oz. Il affirme que même si le groupe avait la capacité technique de produire une bande originale alternative, mener à bout une telle entreprise aurait été infaisable. Il note également que The Dark Side of the Moon est plus court que Le Magicien d'Oz d'environ une heure.

## Variantes
Le succès de Dark side of the Rainbow a incité à chercher des synchronicités parmi d'autres albums d'autres groupes et d'autres films de différents réalisateurs. Ainsi, la chanson Echoes de l'album de Meddle (1971) de Pink Floyd serait associée à Jupiter and beyond the infinite, le quatrième acte du film 2001 : L'odyssée de l'Espace (1968). Le comédien Matt Herzau affirme que le film Pixar WALL-E (2008) est synchronisé avec l'album The Wall (1979), théorisant ainsi Another brick in the WALL-E.